# Mary Hay
Mary Hay Caldwell (22 de agosto de 1901–4 de junio de 1957) fue una bailarina, actriz de comedia musical y de cine mudo, dramaturga y antigua Ziegfeld girl estadounidense.

## Vida y carrera
Hay nació en Fort Bliss, Texas, el 22 de agosto de 1901, hija de Frank Merrill Caldwell (1866–1937), licenciado en West Point y destacado oficial del ejército de carrera, y de Mary Hay (1865–1957), hija de un comerciante de ferretería de Oshkosh, Wisconsin.
Hay se había graduado en la Anna Head School for Girls de Berkeley y había estudiado danza en el estudio Denishawn de Ruth St. Denis en Los Ángeles. Durante esta época, los directores de cine solían contratar a las alumnas de Denis para papeles secundarios de baile, un proceso que un día llevó a Hay a ser elegida por D. W. Griffith para interpretar a la pequeña bailarina francesa en la película de 1918 Hearts of the World, sobre la Primera Guerra Mundial.
Siguiendo el consejo de Griffith de adquirir experiencia en el teatro antes de entrar en el cine, al año siguiente Hay viajó a Nueva York, donde le dieron la oportunidad de actuar en un sketch cómico de Ziegfeld Follies junto a un talentoso perro que hacía trucos. El perro estaba interpretado por el cómico Phil Dwyer. Al darse cuenta de que tenía presencia escénica, Ziegfeld pronto elevó a Hay a bailar en sus espectáculos Nine O'clock Frolic, Ziegfeld Follies of 1919 y Ziegfeld Girls of 1920, representados en el New Amsterdam Roof Theatre.
En 1920 Hay convenció a D. W. Griffith de que estaba preparada para asumir el papel de la "sobrina del terrateniente" tras la prematura muerte de la actriz Clarine Seymour durante el rodaje de su adaptación de la obra pastoral de Parker - Grismer, Way Down East. Hay conocía al actor Richard Barthelmess, protagonista de la película junto a Lillian Gish, desde que había trabajado en Hearts of the World. Su compromiso y posterior boda, el 18 de junio de 1920, en la Church of the Heavenly Rest de Manhattan, fue ampliamente cubierta por la prensa y los tabloides de entretenimiento de la época.

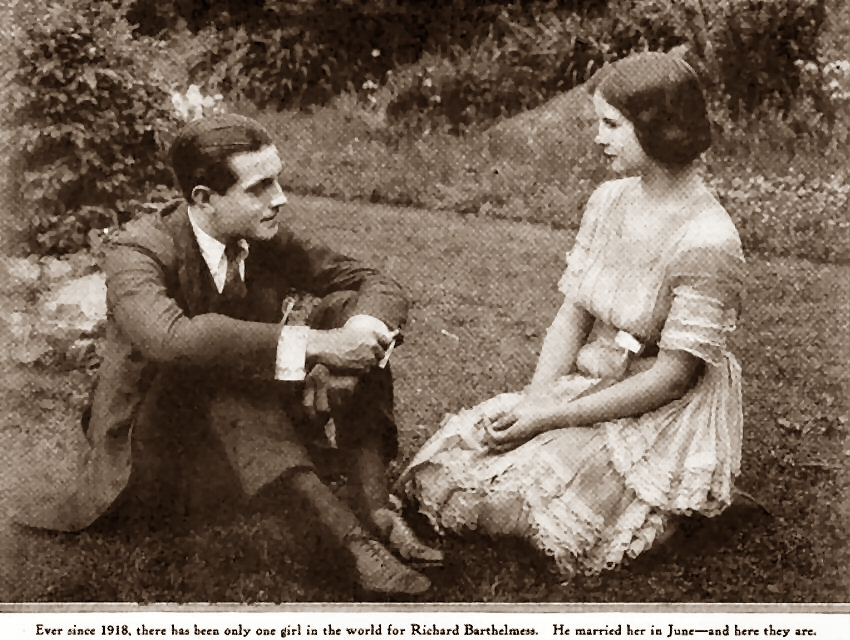
Fotografía de Richard Barthelmess y Mary Hay published in Photoplay, 1920

Ese diciembre Hay apoyó a Marilyn Miller y a Leon Errol interpretando a Rosalind Rafferty en la extremadamente exitosa Sally, una comedia musical producida por Ziegfeld escrita por Guy Bolton con letra de Clifford Grey y música de Jerome Kern y Victor Herbert. Hay interpretó el papel secundario ‘Miss Barbara Sternroyd’ en Marjolaine, una comedia musical de Catherine Chisholm Cushing que se estrenó en el Broadhurst Theatre el 24 de enero de 1922.  Marjolaine, basada en la comedia Pomander Walk de Louis N. Parker, pronto fue criticada por Dr. John Roach Straton por contribuir al naufragio de la virtud femenina en Estados Unidos. En una carta abierta publicada en The New York Times, el productor de la obra, Russell Janney, defendió la obra y a todos los implicados en su producción e invitó al clero a una representación especial de la obra por la tarde. Marjolaine se clausuró a finales de mayo tras 136 representaciones.
El día de Navidad de 1925, Hay interpretó el papel principal de Mary Jane McKane, una comedia musical de William Carey Duncan y Oscar Hammerstein II. La obra tuvo una lucrativa representación en el Imperial Theatre que se prolongó hasta mayo de 1926. En septiembre interpretó el papel de Weenie Winters en la comedia musical de gran éxito Sunny, de Oscar Hammerstein II y Otto Harbach. Sunny se estrenó en el New Amsterdam el 22 de septiembre de 1925 y cerró tras 517 representaciones el 11 de diciembre de 1926.
La siguiente aparición de Hay en Broadway fue en el Alvin Theatre como ‘Polly Tees’ en Treasure Girl, una comedia musical de éxito moderado de Fred Thompson y Vincent Lawrence con música y letra de Ira Gershwin y George Gershwin. Treasure Girl cerró en el Alvin el 5 de enero de 1929, tras 68 representaciones. Bajo los seudónimos de Bruce Spaulding y Anthony Baird, Hay y Nella Stewart escribieron la farsa She’s No Lady, que se estrenó en Chicago el 2 de marzo de 1930 con críticas positivas. Su última obra en Broadway fue Greater Love, que coescribió e interpretó. La obra Greater Love terminó su temporada en el Teatro Liberty el 19 de marzo de 1931 tras 8 representaciones.

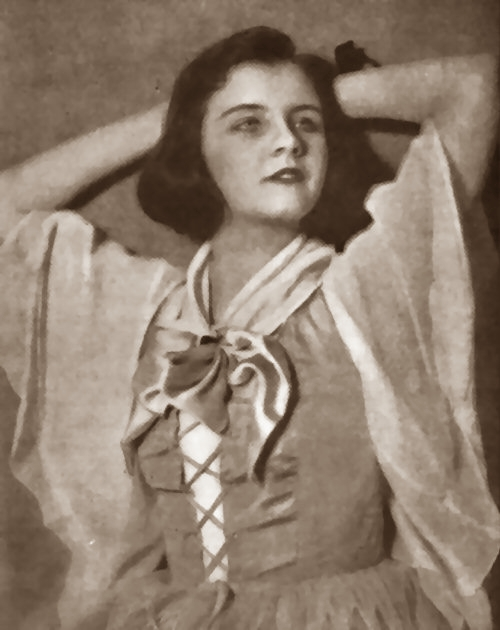
Mary Hay
Photoplay, 1920

La carrera de Hay en Hollywood sólo consta de otras dos películas conocidas, Eastward Ho en 1919 y New Toys estrenada en 1925. En esta última interpretó a ‘Mary Lane’ en apoyo del personaje de su marido, ‘Will Webb’. En mayo de 1925, Hay se separó de Barthelmess y acordaron compartir la custodia de su hija, Mary Hay Barthelmess. Durante este tiempo formó un grupo de baile con Clifton Webb ('Tom Lawrence' en New Toys) actuando en supper clubs en Europa y más tarde en América.
Su matrimonio terminó a mediados de enero de 1927, pocas semanas después de que un tribunal de París concediera la sentencia de divorcio, y varios meses después de que Hay viajara a Francia con ese único propósito. El 9 de abril de 1927, en Greenwich, Connecticut, Hay se casó con Vivian Bath, un rico comerciante británico de caucho de Singapur, donde ambos planeaban vivir. Este matrimonio terminó en 1934 en San Francisco, unos seis años después del nacimiento de su hija Anne.
Hay permaneció en San Francisco, donde participó activamente en producciones de little theater y, en 1939, se casó con el artista Richard Hastings, nieto de Serranus Clinton Hastings. La tercera hija de Hay, Joyce Hastings, nació al año siguiente en Georgia, no lejos de su segundo hogar en Carrabelle, Florida.

## Últimos años y muerte
Hay volvió a divorciarse hacia 1952, época en la que empezó a sufrir una enfermedad cardíaca. Murió en su casa de Inverness, California, con su hija pequeña al lado, el 4 de junio de 1957. Casi cuatro semanas después, la madre de Hay murió en San Francisco.